# 異世界魔法は遅れてる!
『異世界魔法は遅れてる！』（いせかいまほうはおくれてる）は、樋辻臥命による日本のライトノベル。元々は小説投稿サイト『小説家になろう』にて2013年8月より連載され、オーバーラップ文庫（オーバーラップ）から2014年に書籍化された。イラストはhimesuz（第1巻 - 第6巻）、猫鍋蒼（第7巻 - 第8巻）、夕薙（第9巻）が担当。2024年2月時点で電子版を含めたシリーズ累計部数は150万部を記録している。
メディアミックスとして、2016年12月には、オーバーラップが新たに創刊したウェブコミック配信サイト『コミックガルド』にてCOMTAによるコミカライズの連載が開始され、ウェブコミック配信アプリ『コミックガルド＋』の提供開始と共に最新話はこちらで掲載している。

## あらすじ
八鍵水明、遮那黎二、安納瑞樹は突如、宮廷魔導士フェルメニア・スティングレイの異世界転移魔法によってアステル王国に召喚されるが、本来は黎二だけが召喚されるはずであったことが判明する。謁見の間にて、アルマディヤウス・ルート・アルテス国王とその第二子のティータニア・ルート・アステル王女による「魔王ナクシャトラと戦ってほしい」との依頼を水明が断固拒否する一方、黎二は快く了承する。黎二の安請け合いに呆れた水明は自分だけでも元の世界に返してほしいと頼むが、元の世界に返す魔法は存在しないことを告げられ、怒りの声を響かせる。水明は元の世界に帰るため、書物や召喚の儀式の間に描かれている魔法陣などを調べまわる。それを不審に思ったフェルメニアが水明を追跡し、同時に魔法に関する知識を持っているとも感づいて庭で水明と決闘するまでに至るが、彼の規格外な魔法に惨敗する。

## 登場人物
声はドラマCDの声優。

### 主要人物
八鍵 水明（やかぎ すいめい）
声 - 岡本信彦
本作の主人公。日本人。現代における魔術結社の一員だが、その素性は隠している。魔術の道に入って12年で2年かかって目に見える神秘を起こせるようになった。魔術の師匠は亡き父であり、母親も亡くなっている。元いた世界では中の下の魔術師。魔王討伐には参戦しない意思を示している。魔術の行使には基本的に指を鳴らすだけで行っている。
魔王討伐には断固反対の意を唱えていて、黎二と瑞樹とは別行動し、なんとしても元の世界に帰ろうと城の書物や召喚の間の魔法陣を調べるなど行動をしている。
そして、フェルメニアに行動と素性がバレた後に彼女と決闘することになるが、相手の力は想像以上にレベルが低く、余裕で勝利してしまう。
実は地球で現在に生きる魔術師の家系で、その実力は異世界の宮廷魔導師すら超えるレベルを持つ。
父親と何らかの約束をしているようで、それまでは死ねないという理由があるそれは、父親の叶えられなかった望みを果たすことであり、「あらゆる可能性（アカシックレコード）」を求めている。
カバラ数秘術という魔術をベースに様々な魔術を得意とし、術式の解析にも長けている。
元いた世界では剣術道場に通っていた経験から剣の扱いにも長けており、近接戦能力も高い。天体を利用した魔術も得意で、『星落とし』の異名を持つ。
魔術師としての戦闘礼服は、青い薔薇の描かれた黒いコート、黒い上下の服に白いシャツ。
得意な魔術属性は火。
フェルメニア・スティングレイ
声 - 井上麻里奈
本作のヒロイン。銀髪の少女。愛称は「メニア」。アステル王国の元・宮廷魔導師の1人。貴族スティングレイ伯爵家の次女。15歳。腰までの長い銀髪に両耳におさげを垂らしている。美人で主張の強い胸。「白炎」の異名を持つ。
最年少で宮廷魔導師になっている。王国随一の魔法の腕前。口調や態度は若輩である自分を周囲に舐められないようにと意識したもの。
水明が魔王討伐に反対の意を唱えたことで見下げ果てた男と見下していた。
彼には秘密があるのではと気になり始め、水明が白亜の庭園を模して作った結界に誘い込まれながらも決闘を申し込む。
しかし、自分の魔法が彼には一切通じず、最終的に水明の複合魔術の一撃を食らい、完全に戦意喪失してしまうくらい完敗してしまう。
水明に命乞いするなどかなり追い込まれた後、水明の素性を話すと死ぬ制約をかけられた。
王に事情を聴かれたときは土下座までして話すことを拒否した。
後に水明によって制約は解除された。
水明に恋をしており、城を旅立った水明の後を追うため、宮廷魔導師を辞めている。
自らが編み出した「トゥルースフレア」という、白い高熱の炎を放つ魔法を得意とするが、原理的には酸素を混ぜて燃焼を加速させただけで、水明からは「火炎放射器よりひどい」と評された。
レフィール・グラキス
本作のヒロインの1人。真紅の髪の美少女。
冒険者ギルドの宵闇亭で水明と出会っている。
武器は長剣。
最初は水明のことを、一般人の格好をしていたため、冒険者ギルドに依頼を持ってきた依頼人だと思っていた。

### 勇者一行
遮那 黎二（しゃな れいじ）
声 - 日野聡
勇者。茶髪の容姿端麗な少年。英傑召喚で呼ばれるはずだった人物。一般人。水明とは6年の付き合い。スポーツ万能。
性格はかなりお人好しで困っている人はほっとけないタイプで、瑞樹と共に魔王討伐に参戦。恋愛ごとには疎いが、胸の大きな女性には好意的になる。
正義感が強く、元の世界でも不良や暴走族を腕っぷしで撃退していた。
異世界に来て、魔法も教わり、3日目で王国騎士団長の本気と渡り合えるようになっている。その後、騎士10数名と戦えるほどになっている。魔法の腕は2週間で中級魔導師の力量。
魔王討伐を引き受けたものの、時折、空を見上げて故郷を思い出している。
二つ名は「全属の覇者（アトリビュートマスター）」。
安濃 瑞樹（あのう みずき）
声 - 佐倉綾音
長い黒髪と黒い瞳の少女。水明と黎二の友人。2人と共に召喚され、黎二と共に魔王討伐に参戦する。
魔王討伐を引き受けたものの、恐怖と寂しさで部屋で一人泣いている。
いわゆる中二病気質なところがあり、変なことに詳しい。
黒歴史も存在する。黎二や水明と出会ったころに、今では本人も痛々しい思い出となっている出来事がある。
黎二のことが好きだが、黎二に気づいてもらえない。
魔法を教わり、魔法使いになる。魔法の実力は黎二に匹敵する。
ティータニア・ルート・アステル
アステル王国の王女。青い髪の少女。
黎二に「ティア」と愛称で呼ばれている。
瑞樹と同程度の胸の大きさで、フェルメニアの胸の大きさを羨ましがっている。
王女であるにもかかわらず、魔王討伐の旅に同行する。呼び出した勇者だけに魔王討伐に向かわせるのは、国としても良しとはできず、その責任を負う役目を担っている。

### アステル王国
アルマディヤウス・ルート・アステル
アステル王国の第13代国王。英傑召喚で水明たちを召喚したことを憂いている。最後まで反対の姿勢を貫いていたが、大多数の各国首脳の意見が通ってしまっている。
グレス・ディレス
アステル王国宰相。男性。
シーバス・クラウン
宮廷魔導師。フェルメニアに恨みを抱いており、細工をしてフェルメニアを失脚させようとした。
ゴーレム操作が得意。
英傑召喚の魔方陣で化物を召喚して、使役しようとするも失敗。押し潰されて死亡したと思われたが、気絶しただけであり、運良く生き残っている。

### 結社
ハイデマリー・アルツバイン
女性。通称マリー。

### その他
ナクシャトラ
魔王。

## 用語
魔法
異世界においてエレメントの力を用いて神秘を起こす技術。
火、水、風、土、雷、木、光、闇の八つのエレメントの力を借りるため、魔法は必ずいずれかの属性を持ち、そのエレメントの威によって奇跡をなす。魔力を原動力に詠唱でエレメントに呼び掛け、エレメントを術式という道に乗せ、結果を求む。エレメントの力を借りる性質上、発動する魔法に呪いを付与することはない
結界なども存在しない。
魔方陣が勝手に描かれることもない。
無詠唱が高度な技術。
飛行魔術は存在しない。
カバラ数秘術
水明が修めている魔術。
あらゆる事象や現象は、数字の羅列や数式によって紐解く事ができ、数の組み合わせでそれらを世界に再現できるとした思想に基づく。
怪異
水明たちの世界にいる怪物で人類の敵生き物ではなく現象。
神秘学者
水明たちの世界の魔法使い。目的は、世界の理を解き明かし、自らを万能にすること。

## 既刊一覧

### 小説
- 樋辻臥命（著）・himesuz（イラスト、1 - 6巻まで担当）・猫鍋蒼（イラスト、7 - 8巻まで担当）・夕薙（イラスト、9巻から担当） 『異世界魔法は遅れてる』 オーバーラップ〈オーバーラップ文庫〉、既刊10巻（2024年2月25日現在）
  1. 2014年4月25日初版第一刷発行（同日発売[76]）、ISBN 978-4-906866-75-5
  2. 2014年7月25日初版第一刷発行（同日発売[77]）、ISBN 978-4-906866-90-8
  3. 2014年11月25日初版第一刷発行（同日発売[78]）、ISBN 978-4-86554-013-0
  4. 2015年3月25日初版第一刷発行（同日発売[79]）、ISBN 978-4-86554-039-0
  5. 2015年10月25日初版第一刷発行（同日発売[80]）、ISBN 978-4-86554-067-3
  6. 2016年2月25日初版第一刷発行（同日発売[81]）、ISBN 978-4-86554-101-4
  7. 2016年12月25日初版第一刷発行（同日発売[82]）、ISBN 978-4-86554-134-2
  8. 2017年8月25日初版第一刷発行（同日発売[83]）、ISBN 978-4-86554-218-9
  9. 2019年10月25日初版第一刷発行（同日発売[84]）、ISBN 978-4-86554-378-0
  10. 2024年2月25日初版第一刷発行（同日発売[85]）、ISBN 978-4-8240-0737-7

### 漫画
- 樋辻臥命（原作）・COMTA（作画） 『異世界魔法は遅れてる！』 オーバーラップ〈ガルドコミックス〉、既刊12巻（2025年4月25日現在）
  1. 2017年7月25日初版第1刷発行（同日発売[86]）、ISBN 978-4-86554-246-2
  2. 2018年1月25日初版第1刷発行（同日発売[87]）、ISBN 978-4-86554-301-8
  3. 2018年7月25日初版第1刷発行（同日発売[88]）、ISBN 978-4-86554-382-7
  4. 2019年4月25日初版第1刷発行（同日発売[89]）、ISBN 978-4-86554-487-9
  5. 2019年10月25日初版第1刷発行（同日発売[90]）、ISBN 978-4-86554-566-1
  6. 2020年3月25日初版第1刷発行（同日発売[91]）、ISBN 978-4-86554-630-9
  7. 2020年9月25日初版第1刷発行（同日発売[92]）、ISBN 978-4-86554-753-5
  8. 2021年4月25日初版第1刷発行（同日発売[93]）、ISBN 978-4-86554-900-3
  9. 2022年4月25日初版第1刷発行（同日発売[94]）、ISBN 978-4-8240-0120-7
  10. 2023年6月25日初版第1刷発行（同日発売[95]）、ISBN 978-4-8240-0538-0
  11. 2024年2月25日初版第1刷発行（同日発売[96]）、ISBN 978-4-8240-0748-3
  12. 2025年4月25日初版第1刷発行（同日発売[97]）、ISBN 978-4-8240-1175-6

## ドラマCD
| 発売日        | タイトル                                       | 規格品番   | 備考   |
| ------------- | ---------------------------------------------- | ---------- | ------ |
| 2015年3月25日 | 「異世界魔法は遅れてる！」ドラマCD「水明誘拐」 | TRNA-10007 | [ 98 ] |